# Šipka
Šipka (in bulgaro Шипка? [ˈƩipkɐ], «Rosa canina») è una città della Bulgaria centrale di 1 398 abitanti, parte del comune di Kazanlăk, nel distretto di Stara Zagora.

## Geografia fisica
Si trova nelle montagne dei Balcani centrali, a 650 metri sul livello del mare.

## Storia
La città è nota per essere situata vicino allo storico passo di Šipka, luogo di numerose battaglie chiave nella guerra russo-turca del 1877-78.
Alla città è stato intitolato l'asteroide 2530 Shipka.

## Monumenti e luoghi d'interesse
Le attrazioni locali includono:
- il Memoriale di Šipka (1934) sul Picco Stoletov;
- il Monumento di Buzludža;
- la Chiesa commemorativa di Šipkain, in stile russo (1885-1902);
- la tomba tracia di Golyamata Kosmatka, scoperta in età post-contemporanea.
- la tomba tracia di Ostruša.

### Passo di Šipka
Il Passo di Šipka (in bulgaro Шипченски проход?, Shipchenski prohod) (al. 1150 m.) dista 13 chilometri dal paese e lo collega con Gabrovo.
Durante la guerra russo-turca, il Passo di Šipka fu il teatro di una serie di conflitti chiamati collettivamente «battaglia del passo di Šipka».
Il Monumento alla Libertà di Šipka (in bulgaro паметник „Шипка“?) è un memoriale dedicato a coloro che morirono per la liberazione della Bulgaria durante le battaglie del passo di Šipka, che si trova nei pressi del passo stesso.

## Società
La popolazione è prevalentemente cristiana ortodossa ed etnicamente bulgara, con una significativa minoranza di karakachan (un popolo transumante di lingua greca e di origine oscura).